# Francisco Javier de Viana
Francisco Javier de Viana (Montevideo, 2 de diciembre de 1764 - 5 de marzo de 1820) fue un marino y militar de activa participación en los últimos años del virreinato del Río de la Plata y en la política de las Provincias Unidas del Río de la Plata, aliado al general Carlos María de Alvear.
Era hijo de José Joaquín de Viana —primer gobernador de Montevideo— y María Francisca de Alzáybar.

## Inicios de su carrera
Estudió en el Colegio de San Carlos y más tarde en España, posiblemente en la escuela naval de Cádiz.
Prestó servicios como marino de guerra, y en las comisiones científicas y de demarcación de límites de la época. Fue el cronista de la vuelta al mundo de las goletas Atrevida y Descubierta, dirigidas por el capitán Alejandro Malaspina.
Fue gobernador de las Islas Malvinas en los períodos 1798-1799 y 1800-1801.
El 13 de septiembre de 1804 el virrey lo nombró Comandante General de toda la Campaña de la Banda Oriental.
Tras las invasiones inglesas, la ciudad de Montevideo había quedado sin guarnición naval por haber sido llevada prisionera a Gran Bretaña, de modo que hubo que reemplazarla por completo. Viana fue uno de los enviados a ese destino.
En 1809 fue enviado por el gobernador Francisco Javier de Elío a rescatar a Martín de Álzaga, que había sido desterrado a Carmen de Patagones por orden del virrey Santiago de Liniers.
Al producirse la Revolución de Mayo quedó en el bando realista, participando en la lucha contra los revolucionarios de la Banda Oriental. Después de la batalla de San José, el coronel José Artigas atacó Maldonado, derrotando a su defensor, Viana. Éste fue enviado preso a Buenos Aires.

## La Logia Lautaro y la dictadura de Alvear
Fue puesto en libertad e incorporado al Ejército Argentino con el grado de teniente coronel, al servicio de la armada de guerra. Hasta fines de 1811 fue el comandante general de la armada revolucionaria, aunque el mando de la escuadra estuvo a cargo de Juan Bautista Azopardo hasta su derrota en San Nicolás de los Arroyos.
En junio de 1813 era coronel, miembro de la Logia Lautaro, y fue nombrado gobernador de la Intendencia de Córdoba del Tucumán, cargo que ocupó por corto tiempo. Sus opositores lo acusaron de gobernar su provincia –que incluía Cuyo y La Rioja– como si fuera territorio enemigo ocupado, obteniendo contribuciones a la fuerza, castigando y premiando a los ciudadanos por su adhesión o no al régimen porteño. En febrero de 1814 fue reemplazado por Francisco Ortiz de Ocampo, un riojano que –a pesar de ser del interior– no podría controlar la tendencia de la población a la autonomía provincial, que llegaría pronto.
De regreso a Buenos Aires, Viana fue miembro del consejo consultivo del Director Supremo Gervasio Posadas, y acompañó al general Carlos María de Alvear a terminar el sitio de Montevideo. Se hizo muy amigo de Alvear y fue, al igual que este, un encendido enemigo de los federales dirigidos por Artigas.
Regresó a Buenos Aires. Allí fue ascendido a general y nombrado ministro de guerra y marina, cargo que ocupó en los últimos meses del mandato de Posadas, y durante los tres meses del gobierno de Alvear, si bien no tuvo papel principal en la Campaña Naval de 1814.
En marzo de 1815 organizó y se puso al mando de una gran expedición contra los federales de Santa Fe; pero antes de que pudiera salir en dirección a ella, el jefe de su vanguardia, coronel Ignacio Álvarez Thomas, se sublevó en Fontezuelas. Esa sublevación inició la revolución que obligaría a Alvear a renunciar y exiliarse. Acompañó a su jefe a Río de Janeiro, y al llegar a destino se enteró de que el nuevo gobierno lo había deportado "de por vida".

## Últimos años
Cuando los portugueses tomaron Montevideo, en 1818, se trasladó a esa ciudad, reconociendo explícitamente el gobierno extranjero en una parte de su país. Regresó a Buenos Aires durante la Anarquía del Año XX junto a Alvear, para formar parte de sus intrigas y revoluciones que llevarían a este a un efímero gobierno en parte de la provincia. Viana, enfermo, quedó en la ciudad cuando Alvear se unió a los santafesinos de Estanislao López y en algún momento volvió a la Banda Oriental.
Falleció en Montevideo el 5 de marzo de 1820.
En el nomenclátor de Montevideo, una calle en la localidad de Pajas Blancas recuerda su nombre.  